# Geert van der Weijst
Geert van der Weijst (Reusel, 6 april 1990) is een voormalig Nederlands wielrenner die tussen het seizoen 2012 en 2015 bij de elite reed.
Van der Weijst werd op 1 augustus 2011 stagiair bij Cyclingteam Jo Piels. Dit omdat hij in het belofte circuit enkele mooie resultaten had geboekt. Zo had hij één maand eerde de openingsetappe in de Ronde van Vlaams-Brabant gewonnen. Na zijn stageperiode kreeg hij er een contract voor drie seizoenen.
In 2012 boekte hij in de Franse rittenkoers Ronde van Gironde zijn eerste UCI zege. Hij won er de derde etappe tussen Saint-Pierre-d'Aurillac en Villenave-d'Ornon, hij klopte er in de massasprint Silvan Dillier en Reinardt Janse van Rensburg. Het daaropvolgende seizoen presteerde hij weer sterk in deze rittenkoers. Ditmaal won hij er de vierde etappe en het puntenklassement. Later dat seizoen toonde hij zich ook nog de beste in de vierde rit van de Kreiz Breizh. Begin 2014 won hij de openingsrit en het puntenklassement van de Ronde van Loir-et-Cher in Frankrijk. In de eindklassering werd hij zesde op één minuut van de Britse winnaar Graham Briggs. In eigen land reed hij goed in de Olympia's Tour. Samen met zeven ploegmaats won hij de ploegentijdrit, ook had hij een belangrijk aandeel in de winst van teammaat Berden de Vries. Zelf zou hij als zevende eindigen. En ook dit seizoen won hij weer zijn rit in de Ronde van Gironde, en ook bracht hij voor het tweede jaar op rij het puntenklassement mee naar huis.
Zijn goede resultaten bleven niet onopgemerkt. Voor 2015 versierde hij een transfer naar het Belgische Team 3M. Hij bewees er meteen zijn waarde door de eendagswedstrijd Omloop van het Waasland te winnen.
Midden september 2015 kondigde de 25-jarige van der Weijst aan te stoppen met wielrennen.

## Palmares

### Overwinningen
2012- 1 zege
- 3e etappe Ronde van Gironde

2013- 2 zeges
- 4e etappe Ronde van Gironde
- Puntenklassement Ronde van Gironde
- 4e etappe Kreiz Breizh Elite

2014- 3 zeges
- 1e etappe Ronde van Loir-et-Cher
- Puntenklassement Ronde van Loir-et-Cher
- 2e etappe Olympia's Tour (ploegentijdrit)
- 5e etappe Ronde van Gironde
- Puntenklassement Ronde van Gironde

2015- 1 zege
- Omloop van het Waasland